# Sena (Moçambique)
Sena é uma vila e posto administrativo moçambicano do distrito de Caia, localizada na província de Sofala. Encontra-se situado na margem sul do rio Zambeze, em frente da vila de Nhamayabué.

## História

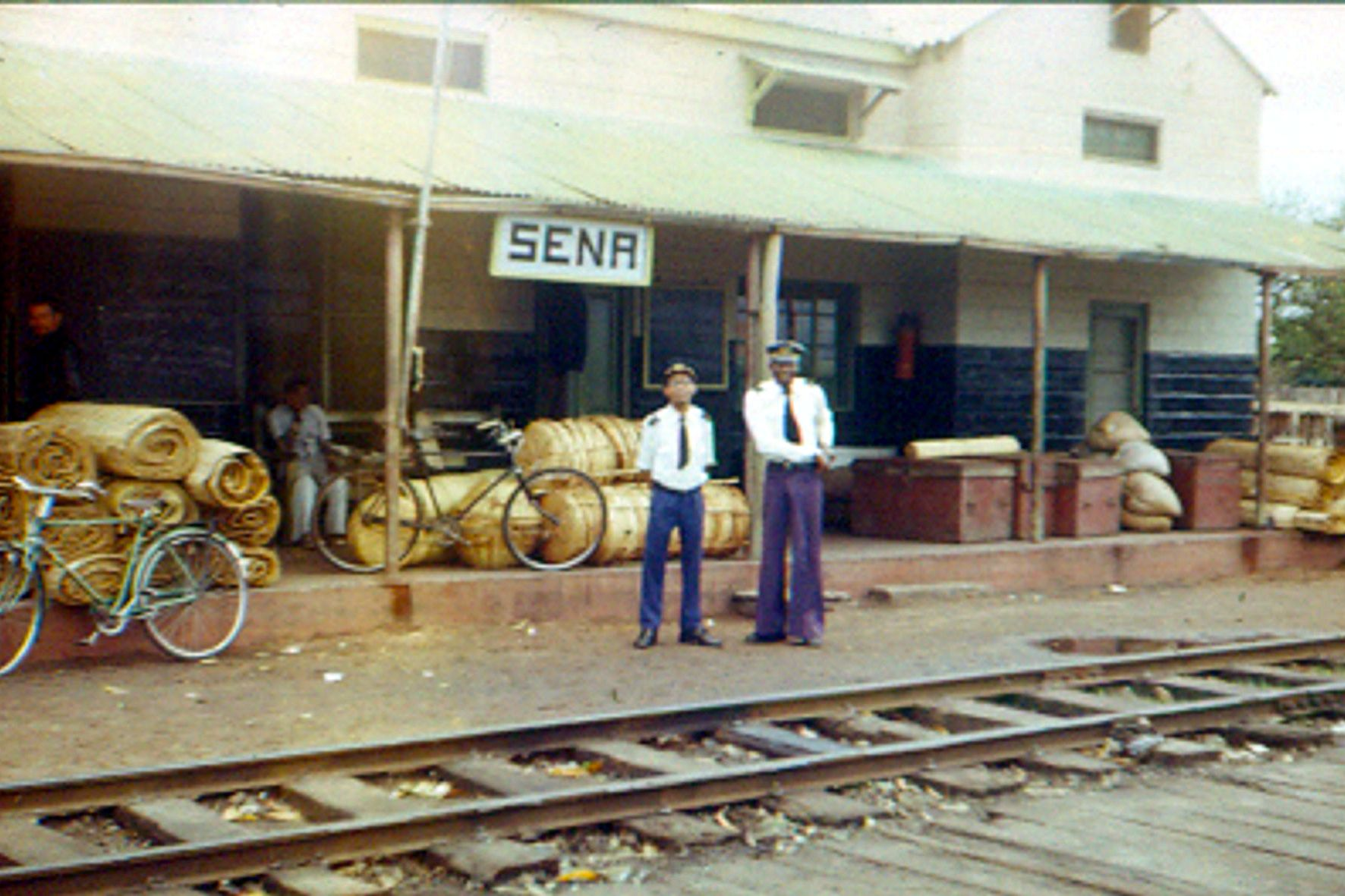
Estação Ferroviária de Sena, em 1982.

A vila de Sena foi, desde a sua fundação, um ponto importante da presença portuguesa no vale do Zambeze através do sistema de prazos, retirando a sua riqueza do tráfego de escravos e marfim. 
A história da vila está relacionada com a construção da Fortaleza de Sena, erguida em 1572 para defesa e controlo do acesso à média bacia do Zambeze, embora uma comunidade de mercadores portugueses já existisse na povoação desde 1521. Foi, desde 1635, sede da capitania dos Rios de Sena, tendo sido elevada a vila em 1761, recebendo o nome de São Marçal de Sena. No seu auge, a povoação possuía quatro igrejas, além da fortaleza. O seu declínio começou em 1767 quando a sede da capitania foi transferida para Tete, devido ao seu nocivo clima. Entretanto o assoreamento do Zambeze levou ao afastamento da povoação do rio e consequente perda do porto fluvial. Relatos de visitantes no século XIX já davam uma imagem de ruína e despovoamento.

## Infraestruturas
Nesta vila encontra-se a imponente Ponte Dona Ana, sobre o rio Zambeze, que serve de travessia para o Caminho de Ferro de Sena, e também a importante estação ferroviária do Caminho de Ferro de Sena, paragem de ligação entre a localidade e o Dondo, a Nhamayabué, o Maláui e Moatize.

## Ligação externa
Sena no Google Maps